# Étienne-Eusèbe-Joseph Huard
Pour les personnes ayant le même patronyme, voir Huard.
Étienne-Eusèbe-Joseph Huard, né le 9 juillet 1753 à Saint-Malo et mort le 18 octobre 1789 à Versailles, est un homme politique français, député aux États généraux de 1789.

## Biographie
D’une famille originaire du Cotentin dont une branche s’était établie à Saint-Malo, par le mariage, en 1738, d’Étienne Huard, avocat au Parlement, et père du futur député, avec Jeanne-Cécile-Agathe Dupuys, Huard se fit d’abord recevoir avocat, comme son père, mais ayant épousé en 1778, à Saint-Servan, Marie-Anne Bodinier, fille et sœur de négociants, il prit des intérêts dans la maison et se fit armateur lui-même.
Élu le 17 avril 1789 député de la sénéchaussée de Rennes aux États généraux, en même temps que son beau-frère Jean Julien Bodinier était élu second suppléant, il concourut à la formation d’un comité du commerce dont il fut membre et prononça un discours pour défendre le système de l’importation exclusive des grains de la métropole dans les colonies. Mort peu après, peut-être dans un duel, à la suite de discussions politiques, il fut remplacé par le premier suppléant, Varin.

## Sources bibliographiques
- « Étienne-Eusèbe-Joseph Huard », dans Adolphe Robert et Gaston Cougny, Dictionnaire des parlementaires français, Edgar Bourloton, 1889-1891 [détail de l’édition]
- Ressource relative à la vie publique :   - Base Sycomore
- La Revue illustrée de Bretagne et d’Anjou, 2e année, t. II, no 1, 1886, p. 347.